# أندي فريد
أندي فريد (بالإنجليزية: Andy Freed)‏ هو معلق رياضي أمريكي، ولد في 1971.